# Beker van Guinee
De Beker van Guinee (Coupe Nationale) is het nationale voetbalbekertoernooi van Guinee en wordt sinds 1985 georganiseerd door de Fédération Guinéenne de Football. Zoals de meeste bekercompetities wordt met het knock-outsysteem gespeeld.
Het bekertoernooi was de opvolger van de Coupe PDG (Parti Démocratique de Guinée)

## Coupe PDG
Tot 1970 was het voetbal in Guinee in districtsteams ingedeeld. In 1970 werden de districtteams omgevormd tot clubteams.

### Finales
| Jaar               | Winnaar             | Uitslag | Finalist            |
| ------------------ | ------------------- | ------- | ------------------- |
| 1960-1961 onbekend |                     |         |                     |
| 1962               | Conarky I           |         |                     |
| 1963               | Sily Club de Kindia |         | Conarky I           |
| 1964               | Conarky I           | 4-0     | Sily Club de Kindia |
| 1965               | Conarky I           |         |                     |
| 1966 onbekend      |                     |         |                     |
| 1967               | Conarky II          |         |                     |
| 1968-1969 onbekend |                     |         |                     |
| 1970               | AS Kaloum Star      |         |                     |
| 1971               | Hafia FC            |         |                     |
| 1972-1984 onbekend |                     |         |                     |

## Coupe Nationale

### Finales
| Jaar | Winnaar           | Uitslag      | Finalist                         |
| ---- | ----------------- | ------------ | -------------------------------- |
| 1985 | AS Kaloum Star    |              |                                  |
| 1986 | Olympique Kakandé |              |                                  |
| 1987 | ASFAG             |              |                                  |
| 1988 | Club Industriel   |              |                                  |
| 1989 | Horoya AC         |              |                                  |
| 1990 | Mankona Guéckédou |              |                                  |
| 1991 | ASFAG             |              |                                  |
| 1992 | Hafia FC          |              |                                  |
| 1993 | Hafia FC          |              |                                  |
| 1994 | Horoya AC         |              |                                  |
| 1995 | Horoya AC         |              |                                  |
| 1996 | ASFAG             |              | AS Ashanti Golden Boys (Siguiri) |
| 1997 | AS Kaloum Star    |              |                                  |
| 1998 | AS Kaloum Star    | 1-1 ns (6-5) | AS Mineurs (Sangarédi)           |
| 1999 | Horoya AC         |              | AS Kaloum Star                   |

| Jaar | Winnaar          | Uitslag      | Finalist                            |
| ---- | ---------------- | ------------ | ----------------------------------- |
| 2000 | Fello Star       | 2-1          | Horoya AC                           |
| 2001 | AS Kaloum Star   |              |                                     |
| 2002 | Hafia FC         | 5-3          | Satellite FC                        |
| 2003 | Étoile de Guinée |              | Atlético Étoile de Coléah (Conakry) |
| 2004 | Fello Star *     | 2-2 ns (5-4) | Club Industriel                     |
| 2005 | AS Kaloum Star * | 0-0 ns (5-4) | Gangan FC (Kindia)                  |
| 2006 | Satellite FC     | 1-0          | Club Industriel                     |
| 2007 | AS Kaloum Star   | 1-0          | Satellite FC                        |
| 2008 | Satellite FC     | 1-1 ns(5-3)  | FC Séquence                         |
| 2009 | AS Baraka Djoma  | 0-0 ns (4-3) | Hafia FC                            |
| 2010 | FC Séquence      | 0-0 ns (3-1) | Satellite FC                        |
| 2011 | FC Séquence      | 3-1          | AS Ashanti Golden Boys              |
| 2012 | FC Séquence      | 0-0 ns (3-1) | AS Ashanti Golden Boys              |
| 2013 | Horoya AC        | 1-0          | Club Industriel                     |

* De bekerwinnaar van 2004 vertegenwoordigde Guinee in de CAF Champions League van 2005 omdat dat jaar geen competitie werd gespeeld.

### Prestatie per club
| Team                          | Titels | Winnaar in                         |
| ----------------------------- | ------ | ---------------------------------- |
| AS Kaloum Star                | 6      | 1985, 1997, 1998, 2001, 2005, 2007 |
| Horoya AC                     | 5      | 1989, 1994, 1995, 1999, 2013       |
| ASFAG (Conakry)               | 3      | 1987, 1991, 1996                   |
| Hafia FC                      | 3      | 1992, 1993, 2002                   |
| FC Séquence (Dixinn)          | 3      | 2010, 2011, 2012                   |
| Fello Star                    | 2      | 2000, 2004                         |
| Satellite FC                  | 2      | 2006, 2008                         |
| Olympique Kakandé (Boké)      | 1      | 1986                               |
| Club Industriel (Kamsar)      | 1      | 1988                               |
| Mankona Guéckédou (Guéckédou) | 1      | 1990                               |
| Étoile de Guinée (Conakry)    | 1      | 2003                               |
| AS Baraka Djoma (Conakry)     | 1      | 2009                               |

Algerije ·
Angola ·
Benin ·
Botswana ·
Burkina Faso ·
Burundi ·
Centraal-Afrikaanse Republiek ·
Comoren ·
Congo-Brazzaville ·
Congo-Kinshasa ·
Djibouti ·
Egypte ·
Equatoriaal-Guinea ·
Ethiopië ·
Gabon ·
Gambia ·
Ghana ·
Guinee ·
Guinee-Bissau ·
Ivoorkust ·
Kameroen ·
Kenia ·
Lesotho ·
Liberia ·
Libië ·
Madagaskar ·
Mali ·
Marokko ·
Mauritanië ·
Mauritius ·
Mozambique ·
Namibië ·
Niger ·
Nigeria ·
Oeganda ·
Réunion ·
Rwanda ·
Sao Tomé en Principe ·
Senegal ·
Seychellen ·
Sierra Leone ·
Soedan ·
Somalië ·
Swaziland ·
Tanzania ·
Togo ·
Tsjaad ·
Tunesië ·
Zambia ·
Zimbabwe ·
Zuid-Afrika